# متعة مصاحبة للذنب
المُتعة المصاحبة للذنب (بالإنجليزية: Guilty pleasure)‏، يُقصد به أن يستمتع المرء بالشيء (مثل فيلم أو برنامج تلفزيوني أو قطعة موسيقية)، على الرغم من الإدراك الكامل أن هذا الشيء لا يحظى بالجودة الجيدة، أو يُنظر إليه على أنه غير عادي أو غريب ويُقر بأن هناك أفضل منه. فعلى سبيل المثال، قد يعجب الشخص سراً بفيلم ما، لكنه مُتيقن في قرارة نفسه بأنه فيلم سيئ الصنع ذات جودة سيئة أو يُنظر إليه عمومًا على أنه «غير جيد».
الموضة، ألعاب الفيديو، الموسيقى، المسرح، البرامج التلفزيونية، الأفلام، الطعام والفيتيشية من المُمكن أن تكون أمثلة للمتعة المُصاحبة للذنب.